# Kwarttoonklarinet

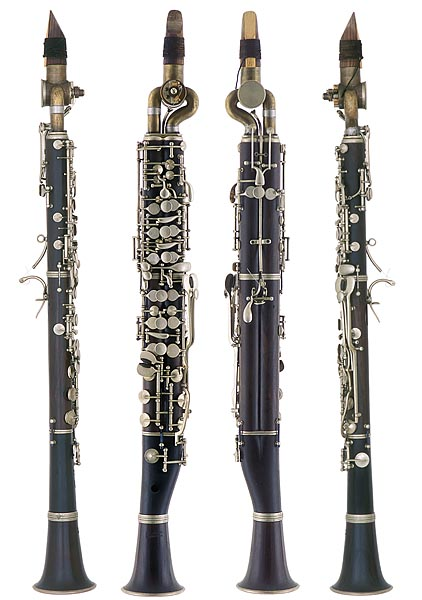
Kwarttoonklarinet

Een kwarttoonklarinet is een klarinet met een dubbele buis waarmee kwarttoonsmuziek die in zwang kwam in de eerste helft van de 20e eeuw eenvoudiger te spelen was.
Op een gebruikelijke klarinet zijn alle chromatische tonen van een willekeurige toonladder te spelen. Tonen tussen twee chromatische tonen in zijn alleen met veel oefening moeizaam te spelen. De kwarttoonklarinet werd ontwikkeld om ook klarinettisten de mogelijkheid te geven de kwarttoontechnieken te kunnen gebruiken in daarvoor geschreven microtonale composities.